# Kőzetgyapot

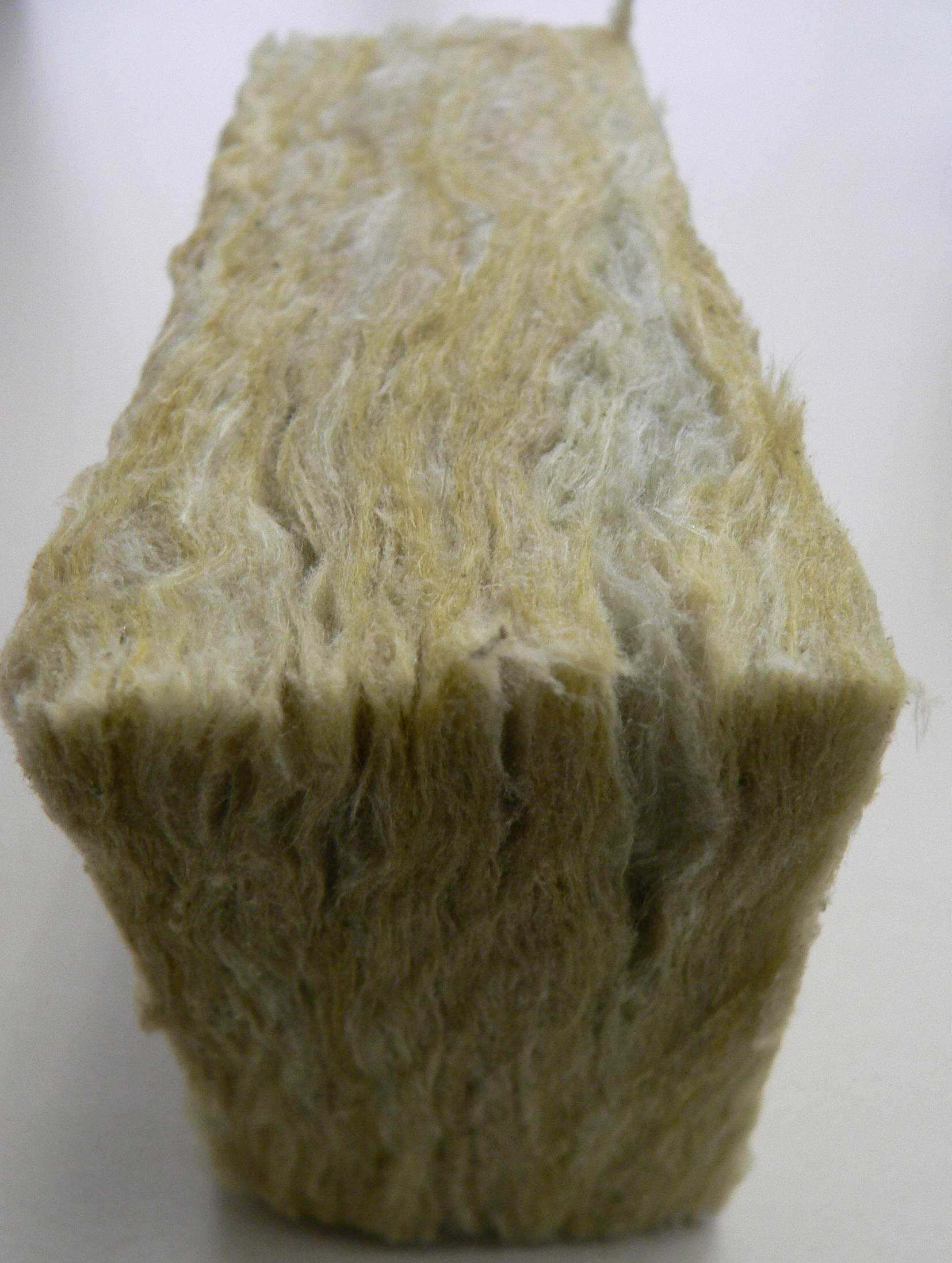
Közetgyapot

A kőzetgyapot vagy ásványgyapot tűzálló szigetelőanyag. Ásványok olvasztása és az olvadékból történő szálképzés útján állítják elő. Alkalmazhatósága széles körű, használható a magasépítészet minden területén, gépészeti szigetelések egyik leggyakrabban használt anyaga, de az autóiparban is használják hő- és hangszigetelésre. Az anyag sokrétű jellemzői miatt új alternatív alkalmazási területei folyamatosan bővülnek, például az intenzív növénytermesztési technológiák alapvető anyagaként szolgál. Más elnevezése bazaltgyapot.

### Előállítása

#### Olvasztás
A kőzetgyapot előállításának legfőbb mozzanata az alapanyagként szolgáló ásványok olvasztása. Az olvasztás olvasztókemencékben történik, amelyek fűtése történhet koksz- vagy gázégetéssel, de ismertek elektromos olvasztókemencék is. Az építőiparban használt szigetelőanyagok legnagyobb részben koksz fűtőanyagú kemencék használatával történik, mivel ez a technológia alkalmas a műfajhoz szükséges nagy teljesítményű olvasztásra. 
Alapanyagként számos ásvány használható, közülük legelterjedtebb a bazalt.
A kőzetgyapot alapanyagai mellett számos adalékanyag használata szükséges annak érdekében, hogy a késztermék összetétele az emberi szervezetben biológiailag lebomló tulajdonságot nyerjen. Az adalékanyagok szintén ásványi anyagok, amelyek egy előre kiszámított receptúra szerint kerülnek adagolásra az olvasztási folyamat során.

#### Szálképzés
A kőzetgyapot gyapot jellege a folyékony olvadék magas hőmérsékleten történő szálazása, majd hirtelen lehűtés révén jön létre. A szálképzés centrifugális elven történik oly módon, hogy a folyadékot nagy fordulatszámon cseppekre bontják. A szálképző berendezést elhagyó olvadékcseppek és azt követő olvadék lehűtést követően szálas anyaggá alakulnak.

#### Késztermék előállítása
A kihűlt kőzetgyapot szálakat technológiai gépek segítségével rendezik, figyelve a szálirányra, testsűrűségre és vastagságra. A szálakat kötőanyag segítségével ragasztják egymáshoz, ezzel megadva a szigetelőanyag formatartó képességét és mechanikai jellemzőit. A gyártás első szakasza egy folyamatos technológia, ezért a késztermék előállításához szükséges a termék darabolása. Vágógépek segítségével darabolják a termékeket a kívánt méretre, majd rakatképzést követően történik a késztermék csomagolása.

## Kapcsolódó szócikk
- Bazaltgyapot